# 美赞臣
美赞臣（Mead Johnson＆Company，LLC），是英国公司利洁时的子公司，是一家婴儿配方奶粉制造商。该公司的历史可以追溯到1895年由强生公司的创始人之一爱德华·美赞臣创建的公司，該公司於1905年更名为美贊臣（Mead Johnson & Company）。1967年，美贊臣被百时美施贵宝收购。2017年2月，英国消费品公司利洁时出价167亿美元收购美赞臣。
2021年，美贊臣宣布將出售其中國、香港、台灣業務予春華資本。

## 歷史
公司創始人爱德华·美赞臣在1888年因兒子小泰德無法進食的危急情況，於是特別調製一種糊狀精粥加入牛奶的流質食物給其餵食，才保住其子生命，透過這次難忘經驗，引發他發展嬰兒幼兒營養食品事業的念頭。
2009年2月11日，美赞臣在美国纽约证券交易所挂牌上市，股份代码MJN。美赞臣IPO发行股票3000万股，发行股本占比15%，每股发行价24美元，IPO募集资金7.2亿美元
上市后，美赞臣公司总股票数增加至2亿股，以每股发行价24美元核算，公司市值48亿美元。上市后百时美施贵宝將持有83%股權。
2017年2月10日，利洁时以每股90美元現金，斥資166億美元，連負債合共179億美元（約1396.2億港元）收購美贊臣。
2021年6月5日，利洁时宣布其即將達成約22億美元的協議，出售其在大中華區（中國、香港與台灣）的美贊臣嬰兒奶粉配方與營養品業務予春華資本。路透社根據收到的電子郵件指出，利洁时將保有8%的股份，並預計獲得13億美元的現金收入。

### 香港美贊臣
香港美贊臣全名為美贊臣營養品（香港）有限公司，是「香港嬰幼兒營養聯會」6間奶粉生產商之一。
美贊臣營養品（香港）有限公司原名為於BRISTOL-MYERS（HONG KONG）LIMITED，並於1968年9月10日成立，象徵利潔時進入大中華。1991年1月15日更名為BRISTOL-MYERS SQUIBB（HONG KONG）LIMITED。於2009年2月2日正式更名為Mead Johnson Nutrition（Hong Kong）Limited，中文名稱為美贊臣營養品（香港）有限公司，而辦事處和利潔時、百時美施貴寶一樣在銅鑼灣。
香港美贊臣主要業務是研究開發各類為嬰幼兒而設的營養產品，為少數特殊嬰兒提供了額外的營養需求。
该公司产品連續11年香港銷量第一。

### 中國美赞臣
中国国家发改委于2013年8月7日宣布，美赞臣等6家乳粉企业违反反垄断法、限制竞争行为，因而共被罚约6.7亿元。這成为中国反垄断史上开出的最大罚单。证据材料显示，涉案企业均对下游经营者进行了不同形式的转售价格维持，存在固定转售商品的价格或限定转售商品的最低价格的行为。具体的措施和手段各企业有所差别，主要包括:合同约定、直接罚款、变相罚款、扣减返利、限制供货、停止供货等。这些措施和手段均具有惩罚性和约束性，一旦下游经营者不按照涉案企业规定的价格或限定的最低价格进行销售，就会遭到惩罚。美赞臣6日透露，公司被处以近3300万美元罚款，上年销售额4%、约2.03亿元罚款，以了结中国反垄断机构的审查，该公司不打算对此提出抗辩。

## 產品
- 安嬰兒 （美贊臣1）(適合0-6個月嬰兒)
- 安嬰寶 （美贊臣2）(適合6-12個月嬰兒)
- 安兒寶 （美贊臣3）(適合1-3歲幼兒)
- 安兒健 （美贊臣4)(適合3-6歲兒童)
- 安學健（美贊臣5） (適合6-14歲兒童及青少年)